# مصطفى باشا الموستاري
مصطفى باشا الموستاري سياسي عثماني شغل منصب والي مصر منذ 1648 حتى 1648.